# Доктор Рихтер
«Доктор Рихтер» — российский телесериал 2017 года, официальная адаптация американского телесериала «Доктор Хаус» / House, M.D.. Премьера первого сезона состоялась в 2017 году (24 серии), второго — в 2018 году (16 серий), третьего — в 2019 году (16 серий).

## Сюжет
Большинство эпизодов сериала начинается вне стен городской больницы № 100, где работает врач-диагност Андрей Александрович Рихтер. В начале показываются события, которые предшествуют проявлению симптомов у пациента. На протяжении эпизода команда врачей пытается определить болезнь, вызывающую эти симптомы. Используется метод дифференциальной диагностики, при этом Рихтер руководит обсуждением диагноза. Его интересуют только самые сложные и запутанные случаи — медицинские головоломки. Рутинная работа в больничной поликлинике навевает на него скуку и раздражает. Рихтер избегает разговоров с пациентами, поскольку твердо уверен, что они лгут.
В прошлом Рихтер перенёс сложную травму на бедре (инфаркт четырехглавой мышцы), теперь он ходит, опираясь на трость, и пьёт сильные обезболивающие (трамадол, в 3 сезоне перешел на мередин). Рихтер самоуверен, заносчив, резок и циничен, не обременяет себя соблюдением правил хорошего тона и временами кажется, что сочувствие и сострадание ему чуждо. Строить личные и профессиональные отношения он не умеет и, кажется, не хочет. Люди, находящиеся рядом с ним, становятся объектами насмешек и провокаций, за которыми бывает непросто рассмотреть искреннюю заботу.

## В главных ролях
| Актёр              | Роль                                                                      |
| ------------------ | ------------------------------------------------------------------------- |
| Алексей Серебряков | Андрей Александрович Рихтер заведующий лечебно-диагностическим отделением |
| Анна Михалкова     | эндокринолог Елизавета Дмитриевна Никольская главный врач                 |
| Павел Чинарёв      | невролог Руслан Егоршин                                                   |
| Полина Чернышова   | иммунолог Ольга Ходасевич                                                 |
| Дмитрий Ендальцев  | хирург Владимир Калинин                                                   |
| Виталий Хаев       | онколог Иван Алексеевич Родионов                                          |

## В других ролях
Первый сезон
- Александр Яценко — Сергей Феликсович Филин, куратор от Минздрава
- Екатерина Вилкова — Ирина Ильинична Гузапова, учительница
- Светлана Колпакова — Елена Ивановна, учительница
- Илья Любимов — любовник Ирины
- Александр Робак — Шевцов
- Вероника Корниенко — Нина
- Наталья Рогожкина — жена Шевцова
- Ирина Пегова — Кристина Нечипоренко, мать Демьяна
- Максим Битюков — отец Демьяна
- Михаил Евланов — Боря Лунин
- Дарья Екамасова — жена Бори
- Полина Ауг — Ксана
- Мария Шалаева — сестра Сергия
- Елена Морозова — сестра Александра
- Надежда Маркина — настоятельница
- Семён Трескунов — Дима
- Кирилл Плетнёв — Олег
- Юлия Пересильд — Клара
- Анатолий Белый — доктор Лев Викторович Жарков
- Александр Галибин — доктор Калинин, отец Владимира
- Наталья Суркова — Мария Владимировна Федянина
- Мария Болтнева — Елена Андреевна Скобова (Лялька Бэнц)
- Сахат Дурсунов — Саид
- Сергей Русскин — пациент-подполковник
- Наталья Батрак — директор школы
- Евгения Дмитриева — Людмила Бекасова
- Борис Каморзин — Лев, отец Нины
- Анна Банщикова — Варвара, мать Нины
- Юрий Ицков — Виктор
- Светлана Устинова — Марина
- Мария Луговая — Оксана Валерьевна Кравец, бизнес-леди
- Александр Ефимов — Алеша
- Дмитрий Куличков — Николай Самохин, отец Кирилла
- Яна Есипович — Лилия, мать Кирилла
- Мария Миронова — юрист Станислава Сажина, бывшая жена Рихтера
- Михаил Пореченков — Игорь Леонидович Сажин, новый муж Станиславы

2 сезон
- Мария Смольникова — Полина Мишина
- Андрей Кузичёв — отец Мити
- Александр Лырчиков — доктор
- Светлана Немоляева — мама Рихтера
- Эммануил Виторган — отец Рихтера
- Сергей Никоненко — Леонид Георгиевич Егоршин, отец Руслана
- Рамиля Искандер — Марина Полетова
- Алексей Розин — Андрей
- Полина Агуреева — Ника Иванникова
- Роман Мадянов — отец Тёмы
- Сергей Угрюмов — Юрий Стровский, журналист
- Юрий Тарасов — Денис Денисов, полицейский
- Янина Студилина — Алла
- Юлия Ауг — мать Уварова
- Сергей Юшкевич — Владимир Королев
- Дмитрий Певцов — Горин (в последней серии)

3 сезон
- Ксения Кутепова — Светлана Сергеевна, жена Олега
- Алексей Матошин — Марк, отец Феди
- Артур Смольянинов — Виктор Васильевич Рязанцев, капитан полиции
- Юрий Стоянов — Павел Сергеевич Некрасов
- Алексей Макаров — Павел
- Виталия Корниенко — Варя
- Николай Фоменко — Коля (камео)
- Алена Бабенко — Маргарита Бестаева
- Андрей Гусев — Борис, отец Вари
- Наташа Швец — Тамара, мать Вари
- Лариса Удовиченко — Анна, мать Егоршина
- Юлия Хамитова — Ломакина
- Владимир Канухин — Егор Некрасов

## Съёмочная группа
- Режиссёры: Андрей Прошкин, Илья Казанков
- Продюсеры: Сергей Мелькумов, Екатерина Ефанова, Александр Роднянский
- Оригинальный сюжет: Дэвид Шор
- Авторы сценария: Александр Родионов, Максим Курочкин, Марина Потапова, Иван Угаров, Варвара Шубина, Вячеслав Дурненков, Полина Бородина при участии Марины Денисевич
- Оператор: Юрий Райский, Антон Костромин
- Композитор: Алексей Айги
- Художник-постановщик: Фёдор Савельев, Вячеслав Чуликов
- Художник по костюмам: Регина Хомская
- Художник по гриму: Ирина Мельникова
- Режиссёр монтажа: Наталья Кучеренко

## Создание
Телеканал «Россия-1» (ВГТРК) купил лицензию на адаптацию сериала у компании NBCUniversal. Поэтому создатели «Доктора Рихтера», адаптируя сценарий к российской действительности, не могли сильно отходить от концепции оригинала.
Реалии работы российской городской клинической больницы № 100, где работает доктор Рихтер вместе с командой, сильно отличаются от повседневной жизни в больницах США. Создатели сериала уверяют, что стремились к максимальной достоверности во всём. В сериале отражены реформы, проходящие в российской медицине, и показаны интриги тех, кто ратует за то или иное решение. Оснащение ординаторской, лаборатории и операционных блоков, даже тележки, каталки, кровати для больных, специфические операционные столы — всё аутентичное. Медицинские компании предоставили для съёмок настоящее оборудование. На съёмках присутствовали действующие врачи, которые консультировали и следили за действиями актёров во время медицинских манипуляций. Актёры перед съёмками осваивали медицинские процедуры в больницах, учили тексты с множеством специальных терминов.

Рихтер — циничный, замкнутый и одинокий. С сардоническим чувством юмора, как и Хаус. Но, на мой взгляд, он не лишен сострадания. Для него сострадание выражается через действие, а не через общение или похлопывание по плечу. Мы старались сделать персонажей не пустой калькой, а достоверными для нашей действительности. Герои должны оставаться живыми, чтобы за ними было интересно наблюдать. Поэтому какие-то вещи мы оставляем как в оригинале, но меняем детали и интонацию.— режиссёр Андрей Прошкин